# Pseudanthessius
Pseudanthessius är ett släkte av kräftdjur som beskrevs av Claus 1889. Enligt Catalogue of Life ingår Pseudanthessius i familjen Pseudanthessiidae, men enligt Dyntaxa är tillhörigheten istället familjen Pseudanthessidae.
Pseudanthessius är enda släktet i familjen Pseudanthessiidae.
Kladogram enligt Catalogue of Life och Dyntaxa:
| Pseudanthessius | \| \| Pseudanthessius aestheticus \| \| \| \| \| \| Pseudanthessius agilis \| \| \| \| \| \| Pseudanthessius angularis \| \| \| \| \| \| Pseudanthessius assimilis \| \| \| \| \| \| Pseudanthessius chelifer \| \| \| \| \| \| Pseudanthessius concinnus \| \| \| \| \| \| Pseudanthessius dubius \| \| \| \| \| \| Pseudanthessius faouzii \| \| \| \| \| \| Pseudanthessius gracilis \| \| \| \| \| \| Pseudanthessius latus \| \| \| \| \| \| Pseudanthessius liber \| \| \| \| \| \| Pseudanthessius limatus \| \| \| \| \| \| Pseudanthessius madrasensis \| \| \| \| \| \| Pseudanthessius maximus \| \| \| \| \| \| Pseudanthessius mucronatus \| \| \| \| \| \| Pseudanthessius nemertophilus \| \| \| \| \| \| Pseudanthessius parvus \| \| \| \| \| \| Pseudanthessius pictus \| \| \| \| \| \| Pseudanthessius procurrens \| \| \| \| \| \| Pseudanthessius rostellatus \| \| \| \| \| \| Pseudanthessius sauvagei \| \| \| \| \| \| Pseudanthessius sauvageri \| \| \| \| \| \| Pseudanthessius spinifer \| \| \| \| \| \| Pseudanthessius tenuis \| \| \| \| \| \| Pseudanthessius thorelli \| \| \| \| \| \| Pseudanthessius thorellii \| \| \| \| \| \| Pseudanthessius tortuosus \| \| \| \| \| \| Pseudanthessius weberi \| \| \| \| \| \| Pseudanthessius vinnulus \| \| \| \| |
|                 | \| \| Pseudanthessius aestheticus \| \| \| \| \| \| Pseudanthessius agilis \| \| \| \| \| \| Pseudanthessius angularis \| \| \| \| \| \| Pseudanthessius assimilis \| \| \| \| \| \| Pseudanthessius chelifer \| \| \| \| \| \| Pseudanthessius concinnus \| \| \| \| \| \| Pseudanthessius dubius \| \| \| \| \| \| Pseudanthessius faouzii \| \| \| \| \| \| Pseudanthessius gracilis \| \| \| \| \| \| Pseudanthessius latus \| \| \| \| \| \| Pseudanthessius liber \| \| \| \| \| \| Pseudanthessius limatus \| \| \| \| \| \| Pseudanthessius madrasensis \| \| \| \| \| \| Pseudanthessius maximus \| \| \| \| \| \| Pseudanthessius mucronatus \| \| \| \| \| \| Pseudanthessius nemertophilus \| \| \| \| \| \| Pseudanthessius parvus \| \| \| \| \| \| Pseudanthessius pictus \| \| \| \| \| \| Pseudanthessius procurrens \| \| \| \| \| \| Pseudanthessius rostellatus \| \| \| \| \| \| Pseudanthessius sauvagei \| \| \| \| \| \| Pseudanthessius sauvageri \| \| \| \| \| \| Pseudanthessius spinifer \| \| \| \| \| \| Pseudanthessius tenuis \| \| \| \| \| \| Pseudanthessius thorelli \| \| \| \| \| \| Pseudanthessius thorellii \| \| \| \| \| \| Pseudanthessius tortuosus \| \| \| \| \| \| Pseudanthessius weberi \| \| \| \| \| \| Pseudanthessius vinnulus \| \| \| \| |
|                 | Pseudanthessius aestheticus |
|                 | |
|                 | Pseudanthessius agilis |
|                 | |
|                 | Pseudanthessius angularis |
|                 | |
|                 | Pseudanthessius assimilis |
|                 | |
|                 | Pseudanthessius chelifer |
|                 | |
|                 | Pseudanthessius concinnus |
|                 | |
|                 | Pseudanthessius dubius |
|                 | |
|                 | Pseudanthessius faouzii |
|                 | |
|                 | Pseudanthessius gracilis |
|                 | |
|                 | Pseudanthessius latus |
|                 | |
|                 | Pseudanthessius liber |
|                 | |
|                 | Pseudanthessius limatus |
|                 | |
|                 | Pseudanthessius madrasensis |
|                 | |
|                 | Pseudanthessius maximus |
|                 | |
|                 | Pseudanthessius mucronatus |
|                 | |
|                 | Pseudanthessius nemertophilus |
|                 | |
|                 | Pseudanthessius parvus |
|                 | |
|                 | Pseudanthessius pictus |
|                 | |
|                 | Pseudanthessius procurrens |
|                 | |
|                 | Pseudanthessius rostellatus |
|                 | |
|                 | Pseudanthessius sauvagei |
|                 | |
|                 | Pseudanthessius sauvageri |
|                 | |
|                 | Pseudanthessius spinifer |
|                 | |
|                 | Pseudanthessius tenuis |
|                 | |
|                 | Pseudanthessius thorelli |
|                 | |
|                 | Pseudanthessius thorellii |
|                 | |
|                 | Pseudanthessius tortuosus |
|                 | |
|                 | Pseudanthessius weberi |
|                 | |
|                 | Pseudanthessius vinnulus |
|                 | |